# Труфилов, Алексей Сергеевич
Алексей Сергеевич Труфилов (18 ноября 1938, с. Новые Кельцы, Рязанская область — 18 июня 2005, Собинка, Владимирская область) — поэт, журналист, литератор, член Союза писателей СССР и России.

## Биография
Родился в с. Новые Кельцы Скопинского района Рязанской области.
В 1956 году окончил Скопинский горный техникум. После службы в Советской Армии работал бетонщиком и монтажником в различных регионах страны, а также сотрудником районных газет. Участник Всесоюзных молодежных строек. В 1969 году заочно окончил Литературный институт им. Горького. Член Союза писателей СССР с 1979 года (с 1991 года — член Союза писателей России). Регулярно публиковался в центральной и местной печати, в журналах «Смена», «Огонёк», «Молодая гвардия», газетах «Комсомольская правда», «Литературная Россия».
Жил в г. Собинка. Работал в редакции местной газеты, на городском радио. Избирался депутатом Собинского городского Совета народных депутатов и депутатом Законодательного Собрания Владимирской области. Активно выступал за экологическую безопасность региона, поддерживал сельские библиотеки и дома культуры, оказывал помощь молодым писателям и поэтам.
Скончался 18 июня 2005 года.

## Творчество
Алексей Труфилов начал писать стихи в одиннадцать лет. Произведения юного поэта были напечатаны в Скопинской районной газете и получили высокую оценку земляков. Основные темы его произведений — гражданственность, социальная справедливость, патриотизм, сопричастность к судьбе Родины, внимание к человеку-труженику.
Алексей Труфилов — автор поэтических сборников:
- «Иду к рассвету»;
- «Израненная совесть»;
- «Ржаная земля»;
- «Ромашки на камнях»;
- «Крик души»;
- «Живая боль»;
- «Горькое прозрение»;
- «Дом без крыши».

## Память
- В 2008 году на доме 3б по улице Гоголя в г. Собинка была установлена мемориальная доска в честь литератора Алексея Труфилова[5].
- Коллеги по журналистскому цеху вспоминают Алексея Труфилова как пунктуального, самобытного и независимого журналиста[6].